# Pterygota bequaertii
Espèce
Statut de conservation UICN

 VU (needs updating) A1cd : Vulnérable
Pterygota bequaertii est une espèce de plante du genre Pterygota de la famille des Malvacées. Elle pousse dans les forêts de l'ouest et du centre de l'Afrique. Elle est connue pour son bois sous le nom commercial de Koto ou d’érable d’Afrique. Le Koto est l’appellation vernaculaires en Côte d’Ivoire mais il est aussi connu sous les noms d’Ofete (Bénin), Awari ou Kyere (Ghana), Poroposo ou Kefe (Nigéria), Efok Ayus (Cameroun), Ake (Gabon) et Ikame (RDC).

## Étymologie
Le nom de cet arbre est issu d’une part de Pterygota, un genre de plantes de la famille des Malvacées, et d’autre part de bequaertii, dérivé du nom d’un naturaliste américain d’origine belge, Joseph Charles Bequaert (1886-1982).

## Description et caractéristiques
Le Pterygota bequaertii pousse en forêt tropicale. Cet arbre peut atteindre la taille de 50 m. Le diamètre de son tronc peut mesurer jusqu’à 90 cm. Son bois a généralement une couleur allant du blanc crème au jaune clair et un aspect moucheté sur quartier.
À l’état transformé, le bois de cet arbre a une densité de 590 kg/m3. L’indice de dureté dit « Indice de Chalais-Meudon » est de 2,5. Le retrait volumique du Koto est de 0,57 % par %, le retrait tangentiel est de 9,6 % et le retrait radial est de 4,5%. Cette essence de bois n’a pas une grande durabilité naturelle. Elle possède une faible résistance aux champignons lignivores et est sensible aux insectes et termites.

## Distribution
Son aire de culture se trouve sur le continent africain dans une zone géographique comprise entre la Sierra Leone et la République démocratique du Congo.

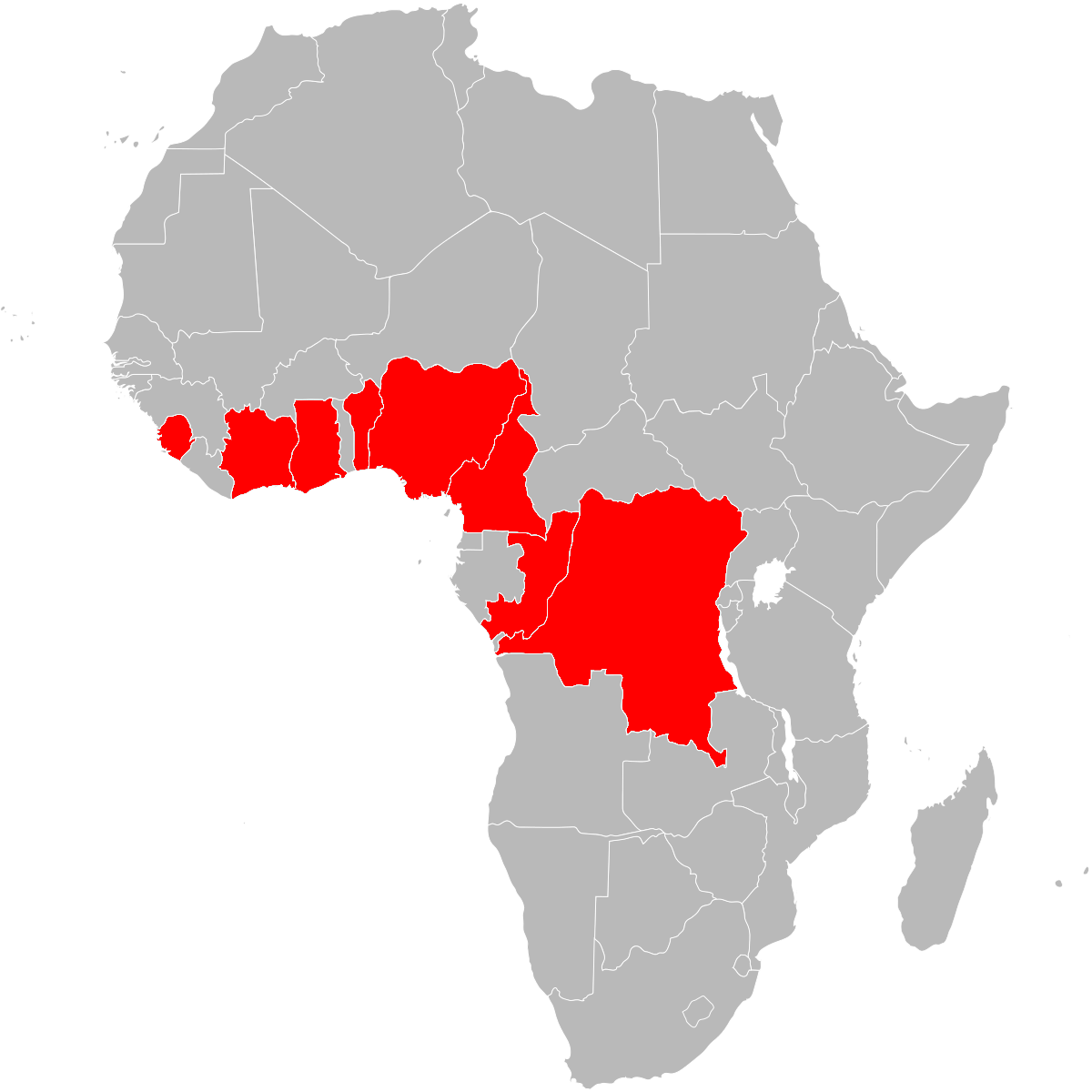
Carte de distribution du Pterygota bequaertii (Koto)

## Utilisations
Le Koto est utilisé dans une multitude de domaines industriels ou artisanaux. Il sert dans la fabrication de meubles sous forme de bois massif ou feuille de placage. Il est utilisé dans la menuiserie intérieure comme moulures ou lambris. On le retrouve aussi dans la charpenterie, la fabrication de caisses de transport, de panneau de fibres et de particules de bois.

## Menaces
Le Pterygota bequaertii est inscrit depuis 1998 sur la liste rouge de l'UICN comme espèce vulnérable (VU). En effet il est menacé par la détérioration de son habitat naturel.